# Alberto Cortina de Alcocer
Alberto Cortina de Alcocer (Madrid, 20 de gener de 1947) és un empresari espanyol. Propietari, juntament amb el seu cosí Alberto Alcocer Torra (d'aquí l'apel·latiu conjunt de "Els Albertos"), d'Alcor Holding, una societat patrimonial propietària del 12,5% d'ACS, la major constructora espanyola, i del 21% de la paperera ENCE.

## Biografia
Net del primer alcalde franquista de Madrid Alberto Alcocer y Ribacoba i fill del polític i ministre franquista Pedro Cortina Mauri. Va estudiar al Col·legi del Pilar de Madrid. És llicenciat en Dret per la Universitat Complutense de Madrid. La seva vida ha corregut paral·lela a la del seu cosí Alberto Alcocer Torra, per la qual cosa són coneguts popularment com Els Albertos. Tots dos van contreure matrimoni en 1969, en règim de separació de béns. Cortina ho va fer amb Alicia Koplowitz, mentre que Alcocer ho feia amb la seva germana Esther. Després d'això, els cosins van començar a treballar en l'empresa Construcciones y Contratas, que havia fundat el pare d'ambdues, mort en accident en 1962, arribant al càrrec de conseller delegat en 1976.
El negoci impulsat en aquesta empresa per Cortina juntament amb Alcocer, qui van ser pioners de la diversificació de la construcció cap a altres sectors, es va multiplicar en 18 anys per més de 660 vegades, malgrat la gran crisi viscuda per l'economia espanyola entre 1973 i 1985, elevant el valor de Coycon des dels 450 milions de 1972 a més de 300.000 milions de pessetes. Una empresa que facturava quan van arribar entorn dels 1.000 milions de pessetes a l'any es va convertir en un grup diversificat de més de 30 societats, amb una facturació propera als 300.000 milions de pessetes.
El 1978, tots dos adquirien el 5% del Banc de Foment, pertanyent al Banc Central. Tres anys després, es fan amb importants participacions en la cimentera Portland Valderrivas, de Banesto i se situa al germà d'Alberto Cortina, Alfonso, al capdavant de la companyia.
El 1982 adquireixen el Banco Zaragozano. Més endavant, en 1988, al costat del Grup KIO, al que van vendre la majoria de control de la societat Urbanor a canvi del 12% que el grup kuwaitià tenia al Banc Central (operació causant de l'espectacular revaloració de les accions d'Urbanor), institueixen la societat Cartera Central, amb participacions en el Banc Central i presència en el seu Consell d'Administració.
Mentre es projectava la fusió del Central amb Banesto, va saltar a les portades de la premsa del cor, en desvetllar-se que mantenia una relació sentimental amb Marta Chávarri, besneta del comte de Romanones, neta del marquès de San Floro i neboda de la periodista Natalia Figueroa. Chávarri, per la seva banda estava casada amb Fernando Falcó, marquès de Cubas, i que, amb posterioritat, curiosament, contrauria matrimoni amb la cunyada de Cortina, Esther Koplowitz.
Aquesta història periodística va provocar una crisi matrimonial que es va saldar en divorci i que va tenir també conseqüències empresarials. Cortina va dimitir de tots els seus càrrecs a Construcciones y Contratas En l'acord de separació, signat el 15 de juny de 1990 va permetre que Els Albertos (Alcocer se separava simultàniament d'Esther Koplowitz), conservessin el 30% de les accions del Banc Saragossà, el 10% de Cofir, el 5% de Canal Plus i el 100% de la companyia Uniseguros.

## Els 90 i present
En 1991 es casa amb Marta Chávarri, de la qual se separa en 1995, i al juny de l'any 2000 contreu matrimoni amb Elena Cué, a la seva finca "Las Cuevas". amb qui va tenir una filla el 2006 i segueixen feliçment casats..
La seva participació en el Banco Saragossà es va anar incrementant fins a aconseguir el 40%. En 1997 assumia la copresidència de l'entitat financera, al costat del seu cosí. Però en el 2003 tots dos van haver de vendre la seva participació del control al Banc Saragossà a Barclays perquè un dels seus socis a Urbanor, l'arquitecte Pedro Sentieri, a qui havien fet multimilionari, els va denunciar per estafa, donant lloc al cas Urbanor. L'any 2000 van ser absolts per l'Audiència Provincial de Madrid i en el 2003, en revisar la sentència i canviar la seva jurisprudència, el Tribunal Suprem els va condemnar a tres anys i quatre mesos de presó, encara que la sentència va ser recorreguda en empara davant el Tribunal Constitucional, que es va pronunciar al febrer de 2008 anul·lant la sentència del Suprem per haver violat la tutela judicial efectiva de Cortina i Alcocer, i al juny va fer el mateix el Tribunal Suprem, atorgant-los el dret a recuperar els 50 milions d'euros pagats als seus exsocis com a indemnització, així com els interessos reportats en deu anys.
Alberto Cortina ostenta, al costat del seu cosí Alcocer, la direcció del 14% grup Actividades de Construcción y Servicios Arxivat 2012-01-13 a Wayback Machine. (ACS), així com el 21% de la societat industrial ENCE.
Setmanes després de l'absolució del cas Urbanor, la revista Forbes va incloure Alberto Cortina entre les 1.000 fortunes més grans del món, on des d'aleshoress apareix tots els anys junt amb la seva exmuller Alicia Koplowitz, de la que té tres fills; la seva excunyada Esther, i el seu cosí, Alberto de Alcocer. El 2010 fou classificat com el número 828 entre els bilionaris més grans de tot el món.
Del cas Urbanor Cortina i el seu cosí Alcocer van ser finalment absolts -primer pel Tribunal Constitucional al febrer del 2008 i després pel Tribunal Suprem al juny d'aquest mateix any-, com abans havia fet inicialment l'Audiència Provincial de Madrid. No obstant això, al març de 2010 el Tribunal Suprem confirmà la pena de 4 mesos de presó per a Alberto Cortina imposada per l'Audiència Provincial de Madrid en 2009.

## Càrrecs
Ha estat membre dels següents Consells d'Administració, entre altres:
- President Executiu de Banco Zaragozano, S.A.
- Conseller d'AC Hotels.
- President d'Electronic Trading System, S.A.
- Conseller de Dragados.

Amb anterioritat, va ser membre dels següents Consells d'Administració:
- Conseller de Telefònica i membre de la Comissió Delegada
- Conseller de Telefònica Internacional (TISA)
- Conseller de TPI, S.A. i membre de la Comissió Delegada
- Conseller de Terra Networks i membre de la Comissió Delegada
- Conseller de Telefónica Argentina i Cointel, S. a.
- Conseller d'Autopista Basco-Aragonesa, C.I.S. a.
- Conseller Delegat de Construccions i Contractes, S. a. des de 1971 a 1989
- Conseller del Banc Central i membre de la seva Comissió Executiva
- Vicepresident de Banc Espanyol de Crèdit i membre de la seva Comissió Executiva
- Conseller de Portland Valderrivas, S. a. des de 1986 a 1992
- Conseller de NH Hoteles, S. a. des de 1989 a 1993
- Conseller de Corporació Financera Reunida, S.A. (COFIR) des de 1987 a 1992

El gener de 2007 presentà la seva dimissió al consell d'Administració de Terra.com.